# Skovorodino
Skovorodino (rusky Сковородино) je město v Amurské oblasti Ruské federace. Město leží na 7 306. kilometru Transsibiřské magistrály, zhruba 669 kilometrů severozápadně od Blagověščenska. Má přibližně deset tisíc obyvatel. Jemu nejbližší významnější město je Tynda ležící 140 kilometrů na sever na Bajkalsko-amurské magistrále.
Přes Skovorodino prochází ropovod Východní Sibiř – Tichý oceán, který vede z Tajšetu a v Skovorodinu se dělí na jižní větev vedoucí do Ta-čchingu v Čínské lidové republice a severní větev vedoucí do přístavu tichomořského Kozmino u Nachodky. Dříve byla ze Skovorodina do Nachodky ropa dopravována po železnici.
33 km od města poblíž stanice Bamovskaja začíná na km 7 273 Amursko-jakutská magistrála.